# 郭屯镇
郭屯镇，是中华人民共和国山東省菏泽市郓城县下辖的一个乡镇级行政单位。

## 行政区划
郭屯镇下辖以下地区：
郭屯村、大屯村、文庄村、侯庄村、邵集村、车楼村、褚垓村、林集村、前辛庄村、后辛庄村、付官屯村、郭西村、高庄集村、唐官屯村、明徐庄村、魏张楼村、西张楼村、东张楼村、北盐厂村、七陵碑村、丁官屯村和娘娘庙张庄村。